# 坂部武夫
坂部 武夫（さかべ たけお、1921年（大正10年）1月15日 - 1987年（昭和62年）1月26日）は、日本の実業家。旭硝子（現AGC）社長や、同社会長を務めた。

## 人物・経歴
広島県福山市出身。旧制広島高校を経て1943年東京帝国大学法学部政治学科卒業、旭硝子入社。1975年取締役総務部長に昇格。1981年から社長を務めた。社長在任中に「21世紀に繁栄する企業作り」を標榜し、新製品、新規事業への投資を中心とする拡大路線を指揮。エレクトロニクス、エンジニアリングセラミックス、バイオテクノロジー分野などに積極展開した。健康悪化により1987年1月には会長に退いたが、まもなく肺炎のため死去した。享年66。